# Forschungsdatenzentrum
Ein Forschungsdatenzentrum (Abk. FDZ) archiviert Daten und macht diese über verschiedene Zugangswege unter Einhaltung des Datenschutzes für wissenschaftliche Zwecke zugänglich. Es ist Teil der Forschungsdateninfrastruktur.
Datenzentren werden von vielen Disziplinen als ideale Lösung angesehen, um Zugang zu Forschungsdaten zu gewährleisten. Die Qualitätssicherung bei der Akkreditierung von Forschungsdatenzentren gewährleistet einen Mindeststandard und begleitet die Arbeit der Forschungsdatenzentren fortwährend durch ein Monitoring. Sie stellt eine „freiwillige, wissenschaftsintern organisierte Zertifizierung“ dar. Aktuell gibt es in Deutschland 39 durch den Rat für Sozial- und Wirtschaftsdaten (RatSWD) akkreditierte Forschungsdatenzentren [Stand April 2025]. Diese sind sowohl an staatlichen Stellen als auch bei wissenschaftlichen Institutionen angesiedelt. Forschungsdatenzentren werden von ihren jeweiligen Trägereinrichtungen getragen.

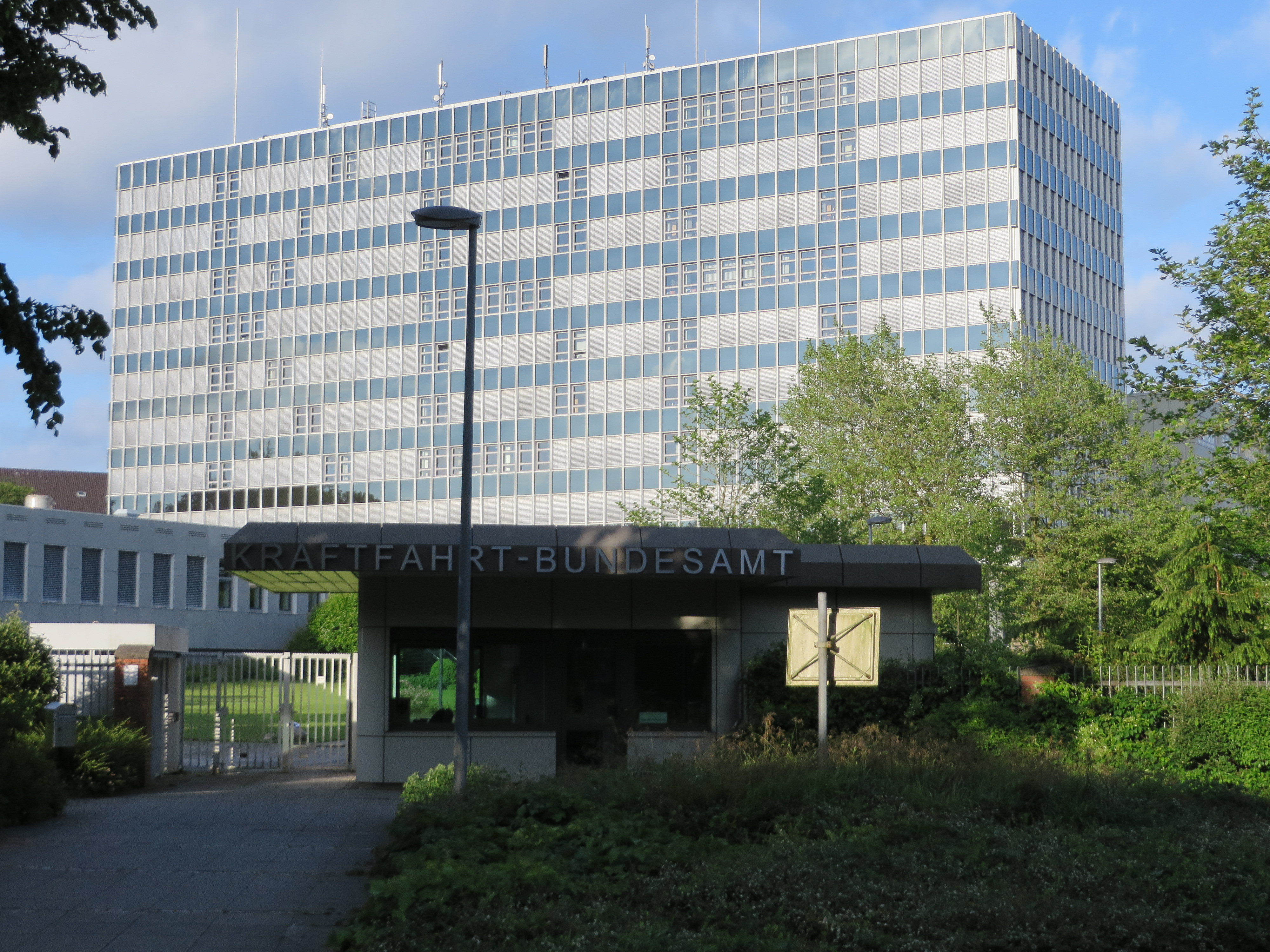
Auch das Kraftfahrt-Bundesamt unterhält ein Forschungsdatenzentrum

## Qualitätssicherung
Um die Verlässlichkeit von Forschungsdatenzentren als Teil der Forschungsinfrastruktur sicherzustellen, hat der Rat für Sozial- und Wirtschaftsdaten (RatSWD) ein Akkreditierungssystem entwickelt. Damit soll sichergestellt werden, dass Datenproduzierende, die ihre Daten bisher gar nicht oder nur wenigen privilegierten Partnern in der Wissenschaft zur Verfügung stellen, in Zukunft allen wissenschaftlich Forschenden in gleicher Weise einen Datenzugang zu gewähren. Die Forschungsdatenzentren nehmen dabei die Rolle eines Datentreuhänders ein. Das Verfahren hat den Anspruch, den Bedürfnissen der Wissenschaft und des Datenschutzes gleichermaßen gerecht zu werden.
Wichtige Voraussetzung für eine Akkreditierung ist die nachweisliche Existenz eines operativen Geschäfts des Forschungsdatenzentrums. Darüber hinaus müssen mindestens drei Kriterien erfüllt sein:
- mindestens ein Datenzugangsweg
- Bereitstellung ausreichender Dokumentationen zu den Daten
- Konzept zur langfristigen Verfügbarmachung der Daten

Für das Monitoring beteiligen sich alle akkreditierten Forschungsdatenzentren über die Beantwortung eines Fragebogens an einem jährlichen Berichtswesen. Dieses basiert auf denselben Kriterien wie die Akkreditierung.
Darüber hinaus ist im Zuge der Qualitätssicherung auch ein Beschwerdemanagement etabliert. Bei Bedarf wird durch den RatSWD eine Evaluationskommission eingesetzt. Als Beispiel wird das Vorliegen eines ernsthaften Mangels im Datenangebot eines FDZ genannt.

## Entwicklung

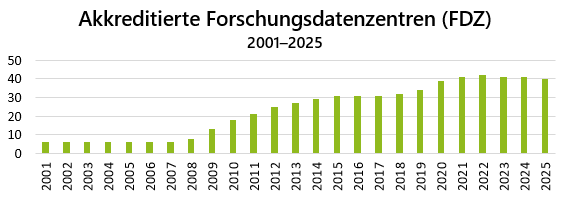
Die vom RatSWD akkreditierten Forschungsdatenzentren (FDZ) (2001–2025).

Im März 2001 legte die zwei Jahre zuvor gegründete „Kommission zur Verbesserung der informationellen Infrastruktur zwischen Wissenschaft und Statistik“ (KVI) ein umfassendes Gutachten vor. Sie konstatierte dabei „ein außerordentlich umfangreiches und vielfältiges Informationsangebot. Es ist aber einerseits so unübersichtlich, dass sogar ausgewiesene Expertinnen und Experten Schwierigkeiten haben, in ihren eigenen Bereichen den Überblick zu behalten“. Eine der zentralen Empfehlungen war die Einrichtung von Forschungsdatenzentren bei den Statistischen Ämtern des Bundes und der Länder, der Deutschen Rentenversicherung Bund und der Bundesagentur für Arbeit. Die Wurzeln der Forschungsdatenzentren gehen allerdings weiter zurück: Bereits 1987 war auf Empfehlung des Wissenschaftsrates ein erstes Servicezentrum für amtliche Mikrodaten eingerichtet worden. Die Empfehlung der KVI führt aus: „Forschungsdatenzentren bieten im Grundsatz Daten unterschiedlicher Datenbesitzer und Datenproduzenten an. Insbesondere sind sie auch nicht ausschließlich auf Daten der amtlichen Statistik begrenzt. Sie sollten auch besonders zu schützende und nicht hinreichend anonymisierbare Daten aus der wissenschaftlichen Forschung zugänglich machen.“
Mit der Gründung des RatSWD und der Schaffung des Akkreditierungssystems wuchs die Zahl der FDZ beständig.
Eine Übersicht über die FDZ gibt ein jährlicher Tätigkeitsbericht des RatSWD. Die Tätigkeitsberichte bzw. die verkürzten Factsheets geben einen Überblick über die Arbeit und Struktur der vom RatSWD akkreditierten Forschungsdatenzentren (FDZ). Die ersten sechs Forschungsdatenzentren waren die FDZ der Statistischen Ämter des Bundes und der Länder, das German Microdata Lab bei GESIS – Leibniz-Institut für Sozialwissenschaften, das International Data Service Center am Forschungsinstitut zur Zukunft der Arbeit, das FDZ der Bundesagentur für Arbeit sowie jenes der Deutschen Rentenversicherung Bund.

## Zugangs- und Bereitstellungsformen
Hauptgrund für die Einrichtung der Forschungsdatenzentren ist, dass sie für wissenschaftliche Zwecke den Zugang zu sensiblen Daten ermöglichen. Solche Daten können nicht als Open Data bereitgestellt werden, sondern unterliegen Beschränkungen rechtlicher (Urheberrecht, Datenschutz …) oder ethischer Natur. Damit ergibt sich oft die Notwendigkeit der Anonymisierung und Pseudonymisierung. Entsprechend ergeben sich verschiedene Zugangs- bzw. Bereitstellungsformen für die Daten: Public-Use-File, Scientific-Use-File, Datenfernverarbeitung, Remote Access, Gastwissenschaftlerarbeitsplatz.
Je nach Forschungsfrage können im Einzelfall unterschiedliche Zugangsformen zu denselben Daten nötig sein. So steht beispielsweise ein Scientific-Use-File des ALLBUS allen Wissenschaftlern zum Download zur Verfügung. Möchte man die Befragungsdaten aber beispielsweise regional mit Kontextinformationen zusammen analysieren (z. B. Einstellungen zu Migration mit Anzahl der Migranten in einer Region), so ist der Zugang über einen Gastwissenschaftlerarbeitsplatz nötig, da hierzu sensible Daten zum Region des Wohnortes der Befragten nötig sind.

## Nutzung
Die Nutzung der Forschungsdaten aus den Forschungsdatenzentren wird in einem jährlichen Tätigkeitsbericht dokumentiert, der durch Factsheets ergänzt wird. 2023 wurden demnach von 41 Forschungsdatenzentren 6.852 Datensätze bereitgestellt, die von 83.732 externen Datennutzenden nachgefragt worden waren; Basis waren 51.360 Datennutzungsverträge. Es resultierten 3.008 Publikationen, die auf den angebotenen Datensätzen basieren. Darüber hinaus werden auf Grundlage der Daten aus den Forschungsdatenzentren auch politische Entscheidungen informiert.

## Forschungsdatenzentrum Gesundheit
Im Gesundheitsbereich wurde 2024 neben dem FDZ am RKI das Forschungsdatenzentrum Gesundheit (FDZ Gesundheit) am Bundesinstitut für Arzneimittel und Medizinprodukte (BfArM) gemäß dem Gesundheitsdatennutzungsgesetz (GDNG) gegründet.
Dieses FDZ ist derzeit nach verfügbarer Quellenlage nicht vom RatSWD akkreditiert.
Es soll
- jährlich vom GKV-Spitzenverband die pseudonymisierten Abrechnungsdaten aller gesetzlich Krankenversicherten in Deutschland erhalten.[9] Das FDZ Gesundheit beim BfArM ist somit eine Weiterentwicklung der früheren Datenaufbereitungsstelle des ehemaligen Deutschen Institut für Medizinische Dokumentation und Information (DIMDI), welches bereits zuvor u. a. Analysen von Abrechnungsdaten für Forschungszwecke ermöglichte.[10]
- zudem ab dem Jahr 2025 die Daten, die dann für Forschungszwecke[11] aus den ePAs ab Version 3.0 ausgeleitet werden, sammeln, aufbereiten und ggf. mit Daten aus anderen medizinischen Registern in Deutschland[12], wie beispielsweise dem Krebsregister, dem Covid 19-Autopsien-Register, dem Implantateregister etc., verknüpfen und für Berechtigte zu Forschungszwecken zur Verfügung stellen. Die seitens des BMG angekündigten zukünftigen Forschungsvorteile durch die ePA-Daten werden allerdings lt. Expertenmeinungen nicht realisierbar sein.[13] Zudem stehen zahlreiche statistische Gesundheitsdaten für Aspekte der deutschen Krankenversorgungsplanung bereits heute an anderen Stellen zur Verfügung, u. a. seitens dem Destatis[14] und dem seit längerem bestehenden Forschungsdatenzentrum der Statistischen Ämter der Länder.[15]

## International
Ähnliche Strukturen wie die Forschungsdatenzentren existieren auch in anderen Ländern, z. B. die Federal Statistical Research Data Centers. Sie gewähren Zugang zu den Mikrodaten der U.S. Bundesregierung und bestehen an 30 Standorten. Ebenso unterhalten die Centers for Disease Control and Prevention ein Forschungsdatenzentrum, das „für die Wahrung der Privatsphäre von Befragten, Studienteilnehmern oder Institutionen verantwortlich ist und gleichzeitig Zugang zu den Daten mit eingeschränkter Nutzungsmöglichkeit für statistische Zwecke gewährt.“

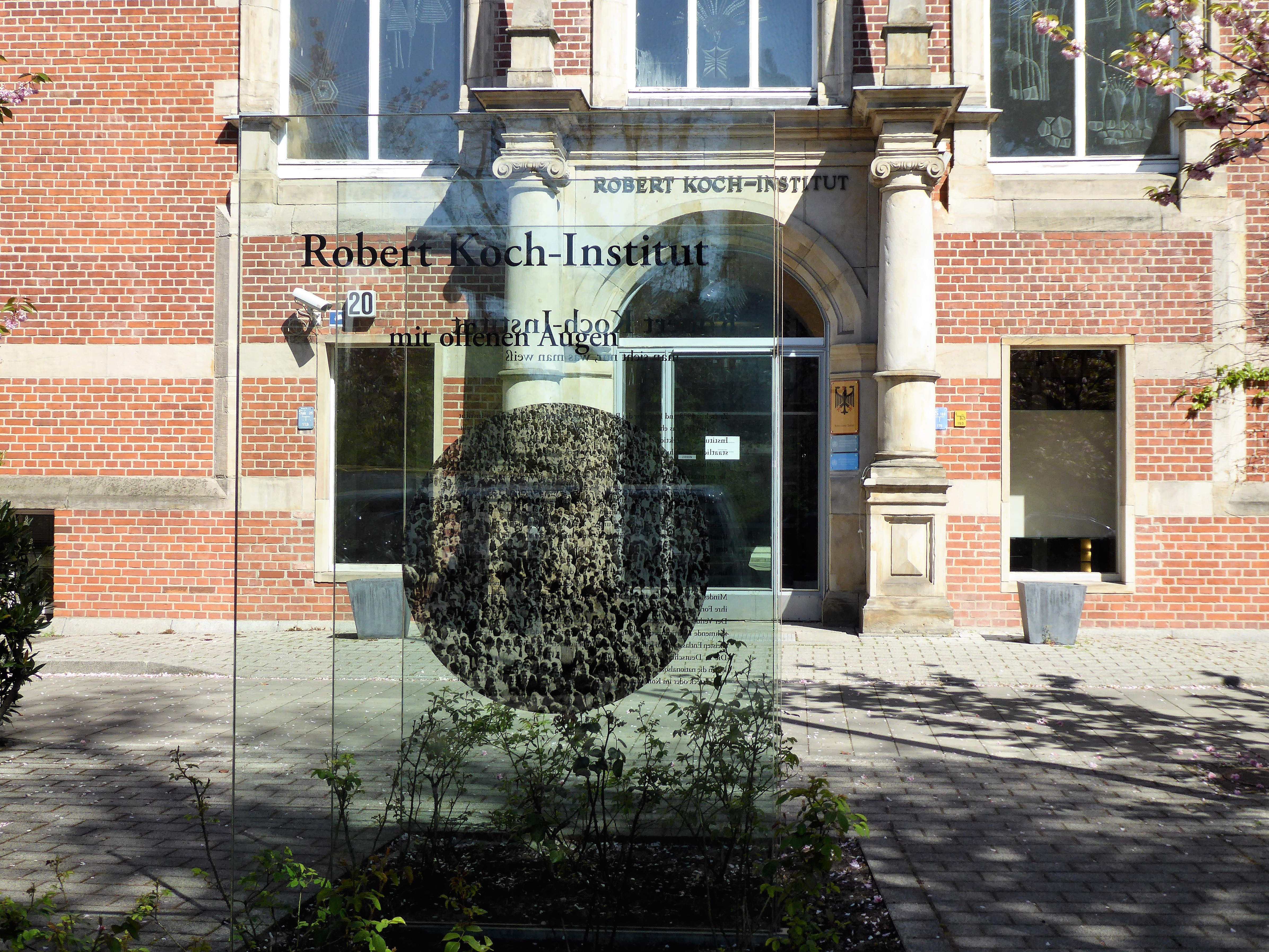
Das FDZ des Robert-Koch-Institutes stellt ebenfalls viele Daten für die Forschung bereit.

Das Canadian Research Data Centre Network (CRDCN) basiert auf einer Partnerschaft zwischen kanadischen Universitäten und Statistics Canada. Es umfasst 46 Forschungs- und Hochschuleinrichtungen und ermöglicht über 2.000 Forschenden jährlich den Zugang zu Mikrodaten von Statistics Canada. Das Netzwerk wurde im Jahr 2000 gegründet und über die zurückliegenden zehn Jahre von Forschenden aus 329 Ländern genutzt. In den letzten zehn Jahren haben CRDCN-Forschende über 2.500 Forschungsprojekte durchgeführt und mehr als 3.000 Publikationen produziert. Das Netzwerk ist an der McMaster University beheimatet.
Im Vergleich europäischer Ländern habe sich Deutschland durch den Aufbau der Forschungsdatenzentren von einem „Schlusslicht“ zu einem „innovativen Ideengeber“ entwickelt.

## Weitere Entwicklungen
Bereits von der KVI war empfohlen worden, in den Forschungsdatenzentren verstärkt Fernzugriffe zu ermöglichen. Dies ist, ebenso wie die Unterstützung der rechtlich eigenständigen Forschungsdatenzentren bei der Harmonisierung ihrer Prozesse (z. B. Verträge für den Datenzugang) seit Herbst 2020 Schwerpunkte der Arbeit von KonsortSWD im Rahmen der Nationalen Forschungsdateninfrastruktur (NFDI). Darüber hinaus soll, wie der Wissenschaftsrat bereits 2012 empfohlen hat, "das Netzwerk der der Forschungsdatenzentren weiter ausgebaut werden, "zur Verbesserung der Speichermöglichkeiten und des Zugangs zu Forschungsdaten […] das Netz der Forschungsdaten- und Datenservicezentren ausgebaut werden".
In ihrer Datenstrategie kündigt die Bundesregierung den Aufbau von Forschungsdatentrenten für den „Datenraum Gesundheit“ sowie den Ausbau des FDZ der Bundesanstalt für Arbeitsschutz und Arbeitsmedizin an. Diesen Impuls aufgreifend wurde eine Übersicht über Best Practices erstellt. Diese weist u. a. darauf hin, dass für ein FDZ ausreichend und qualifiziertes Personal benötigt wird, das an der Schnittstelle zwischen Fachwissenschaft und Informationsinfrastrukturen arbeitet. Im Bereich der Bildungsdaten (z. B. Schulqualitätsforschung) werden die Angebote verschiedener FDZ, darunter das Forschungsdatenzentrum Bildung, im Verbund Forschungsdaten Bildung gebündelt. KonsortSWD baut im Rahmen der Nationalen Forschungsdateninfrastruktur mit QualidataNet einen ähnlich angelegten Verbund für qualitative Forschungsdaten (z. B. Interviews) auf.